# Sangke

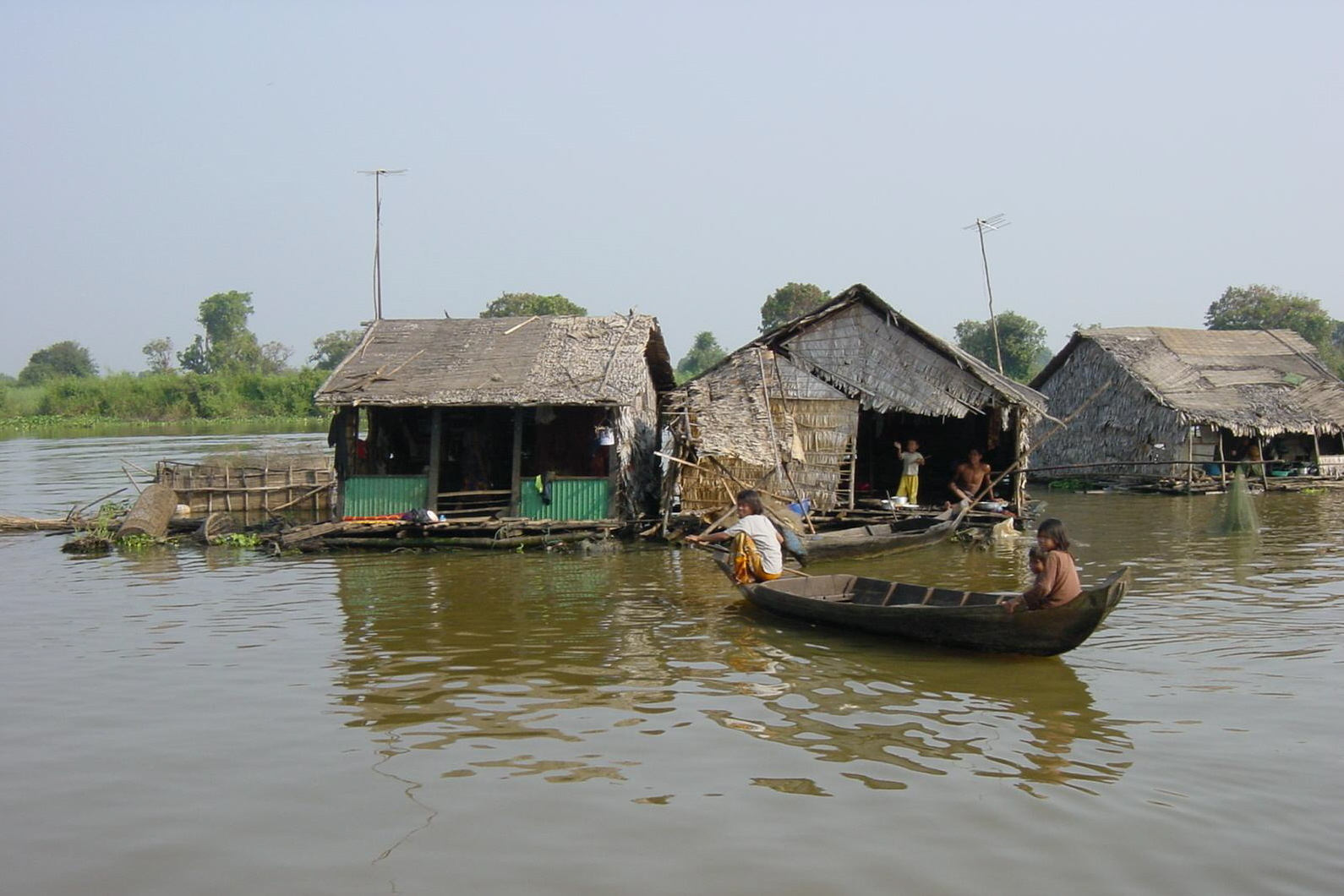
Pływające domy na Sangke

Sangke (Stœng Săngké) – rzeka w zachodniej Kambodży. Źródła rzeki znajdują się w prowincji Pouthisat, stamtąd rzeka płynie w pobliżu granicy z Tajlandią, przez prowincję Batdambang, i jej stolicę Battambang, a następnie wpada do jeziora Tonle Sap.